# کاکتوس‌های دوتایی
 کاکتوس‌های دوتایی (نام علمی: Disocactus) نام یک سرده از تیره کاکتوسان است.
دوتایی بودن در نام این سرده، به این امر اشاره دارد که هم گل‌های درونی و هم گل‌های بیرونی آن‌ها، هر دو، اندازه‌ای یکسان دارند.